# Духовщинская операция (1941)
Духовщинская наступательная операция — наступление советских войск Западного фронта в августе—сентябре 1941 года с целью разгрома немецких войск в районе Духовщины и Смоленска.
Одно из первых наступлений наших войск на противника, перешедшего к обороне. Наиболее активно действовали войска 19-й армии Конева.

## Предшествующие события
16 июля вермахт захватил Смоленск и посчитал возможным высвободить свой пробивной кулак — подвижные войска: танковые и моторизованные части. Наступать на Москву предстояло продолжить силами одних пехотных дивизий.
Силы ТГ-3 направили усиливать ГА Север на ленинградском направлении. ТГ-2 тоже планировала покинуть полосу ГА Центр и готовилась наступать на юг, дабы вместе с дивизиями ГА Юг окружить советские армии Ю-З фронта в районе Киева.
Однако советские войска в смоленском котле продолжали сопротивляться. И снаружи им активно помогали выбраться — опергруппы Резервного фронта в конце июля раз за разом атаковали немецкие позиции.
Ожесточенное сопротивление русских заставили немецкое командование 30 июля отдать новый приказ — приостановить наступление на Москву и перейти на центральном участке фронта к обороне.
В этих условиях Ставка решила перехватить стратегическую инициативу на центральном участке фронта. Разработаны две наступательные операции:
- Резервному фронту (генерал армии Жуков) предстояло громить противника у Ельни.
- Западный фронт (маршал Тимошенко) — в районе Духовщины.

## Силы и планы сторон

### РККА
Основной удар наносили 19 А Конева (89, 91 и 166 СД) и 30 А Хоменко (242, 250 и 251 СД и 107 ТД).
Севернее 29 А генерал-лейтенанта Масленникова наступала на Ильино, ещё севернее занимала оборону 22 А генерал-лейтенанта Ершакова.
Южнее действовали 16 А (генерал-лейтенант Рокоссовский) и 20 А (генерал-лейтенант Лукин) — армиям предстояло сковать силы противника в р-не Ярцево и днепровских переправ.

### Вермахт
В полосе советского наступления оборонялась 9 А Гота. Точнее, ее два армейских корпуса: 8 ак Гейтца (8 пд, 28 пд, 161 пд) и 5 ак Руоффа (129 пд, 106 пд, 35 пд и 5 пд, плюс 900-я моторизованная учебная бригада). В резерве 9 А у Духовщины — 14-я мотодивизия и 7-я тд. Пехота за несколько дней до этого сменила 39-й моторизованный корпус.
16 июля вермахт захватил Смоленск и посчитал возможным высвободить свой пробивной кулак — подвижные войска: танковые и моторизованные части. Наступать на Москву предстояло продолжить силами одних пехотных дивизий.

## Ход боевых действий

### 6-13 августа: вышли из котла 16 А, 20 А, группа Болдина
Ставка еще 3 августа приказала, чтобы Западный и Резервный фронты усилили атаки у Смоленска и Ельни. Первоначальная цель наступления: обеспечить выход 16 А и 20 А из Смоленского котла и помочь выйти остаткам группы Болдина из Рославльского окружения.
4 августа Тимошенко, главком ЗФ, издал приказ о наступлении 29 А, 19 А, 30 А и ярцевской группы Рокоссовского. Южнее на Ельню наступала 24 А Резервного фронта - комфронта Жуков требовал "окружить и пленить ельнинскую группу противника". Требовалось атаковать фронт немецкой 9 А по всей длине. Так наступающие поддерживали 16 А и 20 А, которые прорывались из котла на восток через коридор у Ратчино.

8 августа после авиационной и артподготовки советские войска перешли в наступление. Успешно дрались 19 А, 30 А и группа Рокоссовского. За несколько дней они продвинулись на 8-10 км. Наступление приостановилось. Историк Дэвид Гланц пишет:

Удары Рокоссовского и Конева у Ярцево удержали открытым коридор в Ратчино. Но яростные атаки Ракутина захлебнулись через два дня кровавых боев. Хотя контрудары не достигли цели, они сковали южнее Ратчино гудериановские 17 тд, 10 тд и мотодивизию "Райх". И убедили Бока в нецелесообразности любых операций восточнее Десны. 
Как итог наступления 8 августа: из Смоленского кольца вышли части 20 А Курочкина и 16 А Лукина. Остатки 16 А подчинили 20 А и назначили Лукина ее  главкомом. Ярцевскую группу переформировали в 16 А под командованием того же Рокоссовского. Курочкин возглавил 43 А.
В это же время, 8 августа, танки Гудериана двинулись на юг - окружать Киев. Ставка, надеясь задержать или вернуть часть немецких танков, отдала приказ приступить к массированным атакам на Духовщину и Ельню.

Советские контрудары продолжились 11 августа. К вечеру наступающие прорвались к группе Болдина, выходящей из окружения в Белостокском выступе. Иван Болдин - бывший заместитель командующего ЗФ Дмитрия Павлова, казненного в июле 1941. Группа Болдина полтора месяца отходила от Гродно, вышли 1654 человек - из них 103 раненых. Тимошенко пишет в докладе Генштабу: 

Выведена группа Болдина: 1500 вооруженных человек, большой обоз, три орудия. Наступлением уничтожено 2000 человек противника. 

Но к вечеру 11 августа атакующие выдохлись. Тимошенко там же поясняет:

Потери в людях и матчасти ослабили наши части. Это не позволяет нам сломить противника.
Немцы несли тяжелые потери. С большим трудом немецкие 5-я пд, 106-я пд и 161-я пд смогли отразить удары Конева и Хоменко. Им пришлось применить последние оперативные резервы. А 900-я мотобригада провела несколько отчаянных контратак.

Яростные советские атаки отметил начальник Генштаба Гальдер. Он философски записывает 11 августа: 

Общая обстановка (на фронтах) все очевиднее и яснее показывает, что колосс-Россия, который сознательно готовился к войне, несмотря на все затруднения, свойственные странам с тоталитарным режимом, был нами недооценен. Это утверждение можно распространить на все хозяйственные и организационные стороны, на средства сообщения и, в особенности, на чисто военные возможности русских. К началу войны мы имели против себя около 200 дивизий противника. Теперь мы насчитываем уже 360 дивизий противника. Эти дивизии, конечно, не так вооружены и не так укомплектованы, как наши, а их командование в тактическом отношении значительно слабее нашего, но, как бы там ни было, эти дивизии есть. И даже если мы разобьем дюжину таких дивизий, русские сформируют новую дюжину. Русские еще и потому выигрывают во времени, что они сидят на своих базах, а мы от своих все более отдаляемся.

Таким образом и получается, что наши войска, страшно растянутые и разобщенные, все время подвергаются атакам противника. И противник потому одерживает местами успехи, что наши войска ввиду растянутости на огромных пространствах вынуждены создавать громадные разрывы на фронте.

### 17-21 августа: успех 19 А
15 августа маршал Тимошенко приказал войскам ЗФ продолжить наступать.
Собрали две ударные группы. Южная Конева состояла из пяти сд 19 А. Северная Хоменко включала четыре сд, одну тд, одну кавдивизию 30 А.
После предполагаемого овладения Духовщиной обе группы должны были наступать на Смоленск, чтобы там соединиться с силами Резервного фронта (24 А и часть 43 А), которые должны были прорываться с юго-востока.
Ударные группы усилили перед атакой.
- 19 А придали 101-ю тд и 64-ю сд из состава 16 А. Группа Конева получила 43-ю авиадивизию, два артполка, три артдивизиона и две батареи Катюш.
- 30 А из резервов ЗФ придали "ударный кулак": 107-ю тд и 45-ю кавдивизию предполагалось использовать как передовой пробивной отряд. Укрепили наступательную мощь группы Хоменко самолетами 46-й авиадивизии и артиллерией, включая батарею Катюш.
- Помогают основным группам удары с севера, от Торопца. Две дивизии 29 А наступали на Ильинскую группировку немцев.
- Также с севера совершает глубокий рейд по немецким тылам на Велиж кавалерийская группа полковника Доватора (50-я кавдивизия Плиева и 53-я кавдивизия Мельника).
- 16 А и 20 А помогают ударным группам, в центре наступая на Смоленск. Вчерашним окруженцам предстояло активно сдерживать противника у Ярцево и переправ через Днепр — тем самым сковать немецкие части и не дать перебросить их на духовщинское направление. Предполагалось, что  ударами в центре и диверсионными вылазками будут отвлекать врага от главных атак ударных групп.

15 и 16 августа обе группы провели местные отвлекающие удары - для заблуждения противника.
17 августа начали атаки ударные группы, форсировав р. Вопь. В первый день наступления 19 А удалось прорвать тактическую оборону немцев на всем своем участке. 91-я сд Лебеденко и 50-я сд Борейко пробили брешь в обороне немецкой 161-й пд. За ними пошли остальные дивизии Конева - и за сутки продвинулись на 6-10 км вглубь обороны. Немцы беспорядочно отступали к р. Царевич.
У 30 А успехи оказались скромнее - Хоменко позднее перешел в наступление, делал это постепенно и без 244-й дивизии. Противник успел подготовиться к атакам. Исключением стал участок 107-й тд - здесь прорвали оборону немецкой 106-й пд и продвинулись на 4 км вглубь, захватив укрепленный пункт немцев в дер. Карпово.
18 августа 19 А преследовала отступающего врага, захватывала трофеи и достигла к вечеру рек Лойня и Царевич. И даже форсировала р. Царевич силами 101-й тд и 64-й сд. Бои здесь разгорелись нешуточные. Противника активно теснили советские танки. Судить об этом можно, к примеру, по записи в журнале боевых донесений 101-й тд. Такую запись делает комдив 18 августа (в ней он жалуется на нерешительность пехотинцев):

К исходу дня 101-я тд и 18-й мотострелковый полк форсировали р. Царевич. 202-й тп неоднократно сбивал противника с занимаемых рубежей и достиг Сущево. Противник, бросив оружие на поле боя, беспорядочно отступал на запад. Танки 202-го тп повторными атаками сбивал противника, уничтожал его огневые точки, продвигаясь вперед. Но пехота 50-й сд занятых рубежей танками не закрепляет, в особенности 49-й сп. В результате чего танки оказались в тылу у противника и вынуждены были отойти, так как горючее было на исходе. Пехота же при обстреле минометным огнем разбегалась. В бою погиб ст. лейтенант Коршунов - командир 3-го батальона 202-го тп сгорел с экипажем в танке. Потери: 8 танков сгорело, 4 подбито. Уничтожено 3 батареи 105 мм пушек, 4 орудия ПТО, до батальона пехоты. Захвачено: 4 пушки со снарядами до 1000 штук, 3 легковые машины, 21 винтовка, 1 миномет, 1 штабной автомобиль.
Плюс, Конев готовился к контрудару противника, который по опыту прошлых дней, скорее всего, привел бы к успеху.
Наземные войска поддерживала авиация. Так, 18 августа штурмовики 61-го авиаполка работали по отходящему противнику у устья р. Царевич, Лосево. Они уничтожили и повредили за два дня до 5 танков и два десятка автомашин с грузами. В последующие дни авиаполк действовал по резервам противника, подходящим к полю боя.
А вот 30 А так и не дождалась подкрепления, наступление которого так требовалось для закрепления успеха 107-й тд под Карпово. Но 244-й сд, которую спешно подвезли на грузовиках, из-за дождей расположили на 10 км дальше от нужного места.
19 августа в ожидании контрудара 19 А Конева укрепляет правый фланг, устраивая танковые засады, вкапывая танки. И продолжает преследовать врага. К вечеру ее противник - 161-я сд Вилька - полностью разбита, от нее осталась четверть прежнего состава. Командующий ГА "Центр" фон Бок записывает в дневнике:
19.08: 9-я армия докладывает — противник ворвался в расположение наших войск на левом крыле VIII корпуса. 161-я дивизия истекает кровью и находится на пределе возможностей.

20.08: Прорыв на фронте 161-й дивизии серьёзен. Настолько, что Гот, командующий 9-й армией из-за болезни Штрауса, вызвал на подмогу последние резервы — 7-ю тд и 14-ю мотодивизию..
Скромно продвигаются вперед 30 А и 29 А, последняя наступая с севера, нацеливалась на немецкий укрепрайон в с. Ильино. Успехи у них начались, когда к атакам присоединилась группа Доватора, действующая на стыке этих армий. Кавалеристы "уничтожили 2000 человек пехоты, разгромили штаб 4-го пп, враг в панике отступил" (из донесения Доватора).

Как результат - 29 А оттеснила левое крыло 9 А южнее Западной Двины к с. Ильино. В то же время 30 А, к которой, наконец, присоединилась 244-я сд, теснила 9 А на юго-запад вдоль дороги на Духовщину. Противник решает предпринять контрудар. Но ситуация для немцев осложнена дефицитом подвижных частей у 9 А: танки 3-й тг отправлены на север - атаковать правый фланг ЗФ у Великих Лук. Так об этом пишет историк Давид Гланц:
Правый фланг немецкой 9 А прорван, а центр и левый фланг испытывают интенсивное давление. Командующий 9 А Штраус обратился за помощью к командованию ГА "Центр". Ночью 19 августа судьбы 9 А зависели от скудных танковых резервов фон Бока - 7-й тд.
20-21 августа немецкие танки - как и ожидал Конев - ударяют по правому флангу 19 А у дер. Задняя и Потелица. Ударная группа немцев насчитывала 110 танков, мотопехоту и зенитную артиллерию. Но командир 7-й тд Функ не догадывался, что его удар нацелен в самый центр противотанковой обороны Конева. Начались ожесточенные двухдневные бои. "Немецкие части очутились в смертельном лабиринте зарытых танков, траншей, насыщенных пехотой, и противотанковых укрепленных позиций, и попали под интенсивный артиллерийско-минометный огонь", - описывает Гланц. 21 августа фон Бок записывает в дневнике:
7-я тд безуспешно атакует в секторе многострадальной 161-й сд. 7-я тд основательно увязла там в боях, потеряв много танков.
Мотопехота противника стремилась прорваться в тыл нашим наступающим частям и отрезать их от переправ на р. Вопь. Их атака завершилась большими потерями. На поле боя осталось 37 немецких танков и бронетранспортёров противника. Всего за два дня боя уничтожили 80 танков противника (согласно донесению советской 19 А). Начальник Генштаба Гальдер писал в дневнике:
21.08: На фронте 9 А противник крупными силами предпринимает атаки против 8-го ак и 5-го ак и местами имеет успех.
22.08: 9 А отразила сильные атаки противника. Серьёзные потери понесла 7-я тд. 30 танков потеряно безвозвратно.

23.08: На участке 8-го армейского корпуса противник опять усиленно контратакует. 
Однако советский успех получался неполным. Отражение контратак Функа и 14-й мотодивизии значительно ослабило наступательную мощь 19 А, а в дальнейшем помешали Коневу развить успех. В то же время 30 А и 29 так и не сумели добиться глубокого прорыва на своих участках. Более того, безуспешно атакуя укрепленные точки у Ильино, 29 А несла большие потери: так, только за один день армия потеряла 1000 солдат.
Не увенчались успехом и встречные боевые действия Резервного фронта на ельнинском выступе. Только 21 августа прекратились безуспешные атаки по ликвидации ельнинского выступа.
Но самым неприятным для командующего ЗФ Тимошенко 23 августа стала мощная немецкая танковая атака у Великих Лук - на правый фланг ЗФ. Немцы охватили 22 А Ершакова в котел, лишь части его армии удалось выбраться через коридор на севере. Противник занял Великие Луки, затем Торопец, оттеснив 29 А на восток.

И все же для немцев бои на реке Вопь 17-21 августа не прошли даром. Тот же историк Давид Гланц перечисляет:
Победа стоила немцам беспрецедентных потерь. В результате наступления 19 А Конева на рубеже р. Вопь численность немецкой 161-й пд сократилась вдесятеро, понесли огромные потери 28-я пд и 5-я пд. Впервые за всю войну был сорван крупный контрудар - 7-я тд не устояла под натиском русских. Атаки 30 А Хоменко, несмотря на неразбериху, сумели нанести урон 106-й пд. Удары 29 А Масленникова вдоль Западной Двины хотя и были медленными, но возымели разгромный эффект — в результате сильно пострадали части 26-й пд и 6-й пд. Яростными, хотя и безрезультатными стали атаки 24 А у Ельни, изрядно потрепавшей мотодивизию СС «Рейх», XX ак, 15 пд, 268 пд, 292-ю пд, 263-ю пд и 137-ю пд.

#### Пропаганда

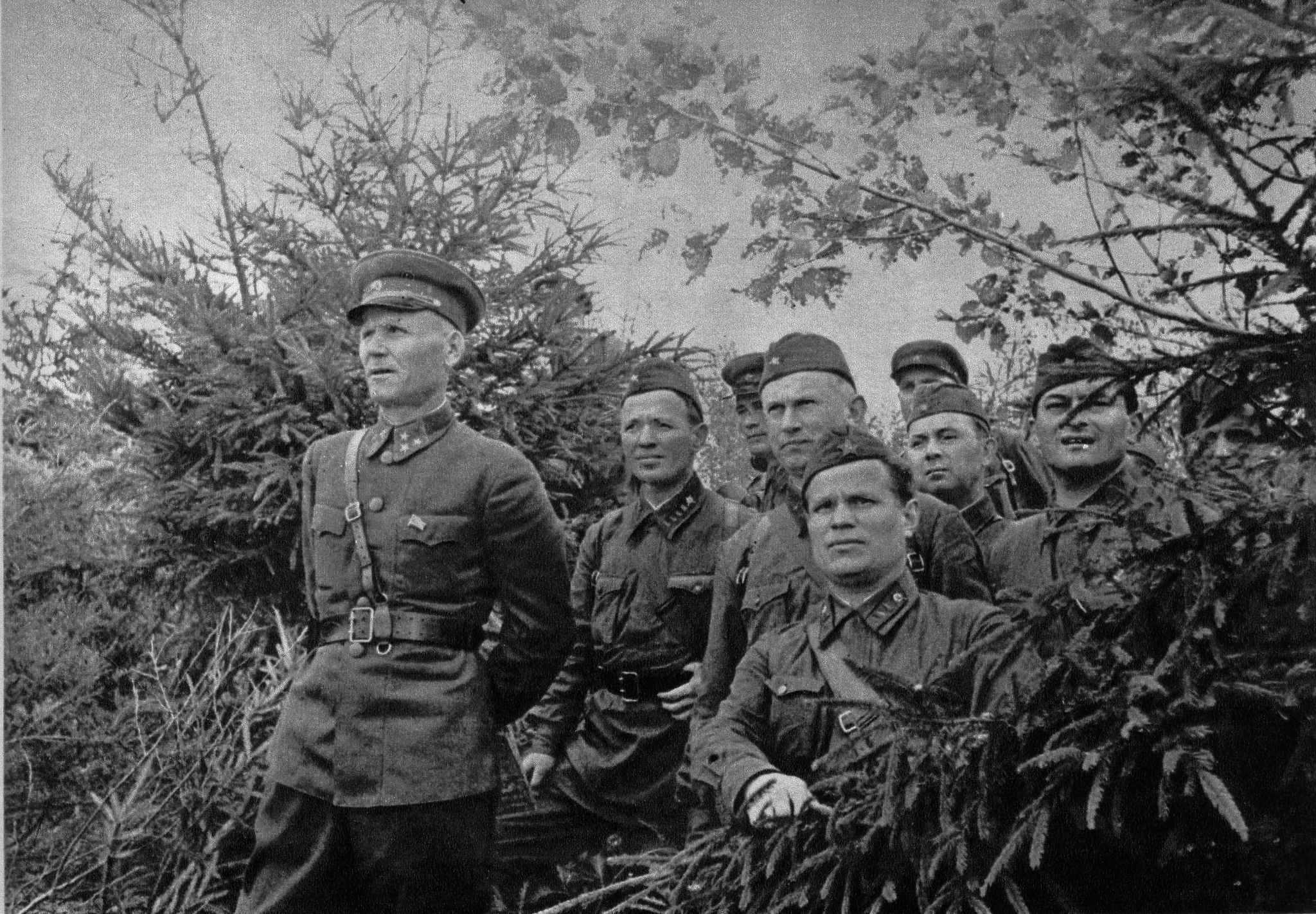
И. Конев, командарм-19, и военные корреспонденты: М. Шолохов, А. Фадеев, Е. Петров, Смоленская область, 1941.

Успехи 19 А приводили в пример другим бойцам. Маршал Тимошенко 17 августа писал в приказе войскам ЗФ:
Товарищи, следуйте примеру 19 А. Смелее и решительнее развивайте наступление! 
23 августа Тимошенко писал в войскам Западного фронта:
Для врага дни легких побед миновали. За первые три дня сражений войска 19 А разгромили 161-ю пд, захватили её артиллерию, разгромили штаб, захватили карты, боевые приказы и перебили не менее трех тысяч солдат и офицеров. 
В конце августа на участок 19 А съехались писатели, военкоры: Шолохов, Петров, Фадеев.
Полковой комиссар Михаил Шолохов, бригадный комиссар Александр Фадеев, ст. батальонный комиссар Евгений Петров знакомились с трофейными документами, общались с офицерами и солдатами, присутствовали на допросах немецких военнопленных.
Шолохов тут же написал для армейской газеты очерк "Пленные". И пообщался с командармом-20 Михаилом Лукиным - прообразом генерала Стрельцова в романе «Они сражались за Родину». 29 августа «Красная звезда» опубликовала очерк «На смоленском направлении».
Фадеев привез с ЗФ очерки «Штурм немецкой обороны» и «Артиллерийская подготовка», которые были опубликованы в «Правде». Статьи Петрова о 19 А напечатал "Огонек".

#### Действия авиации
Отражать немецкую танковую контратаку помогали самолёты. Советскую 47-ю авиадивизию полковника Олега Толстикова усилили 215-м шап майора Леонида Рейно, имевшим 30 бронированных Ил-2. Они ударили по частям 7-й тд Функа, двигавшейся к западному берегу р. Царевич.
За два дня Ил-2 выполнили 82 самолёто-вылета, истребители 129-го иап — 69, бомбардировщики 140-го сбап — 9 боевых вылетов. Удары наносили с интервалами 40-60 мин, в день до 3 полк-вылетов.
В этих боях советские ВВС широко применяли зажигающие боевые системы: гранулированный фосфор, зажигательную смесь типа С-4, ампулы АЖ-2 с самовоспламеняющейся жидкостью «КС» (сплав фосфора и серы с очень низкой температурой плавления). Так, одна 12-я сад ВВС Резервного фронта 30 августа израсходовала 290 кг фосфора, 56 литров С-4 и 638 АЖ-2.
За счет этого эффективность ударов авиации по немецким мотомехколоннам значительно повысилась. Противник нес серьёзные потери, ему пришлось разрабатывать инструкции по борьбе с зажигательными средствами.

После подведения итогов боёв в штабе фронта командующий ВВС Западного фронта полковник Николай Науменко направил Толстикову телеграмму:
Исключительно доволен удачными действиями штурмовиков и истребителей. Благодаря сокрушительному удару, нанесенному вами 21 и 22.08, контратака танковой дивизии противника отбита…
Успех авиации получил в советской прессе большой пропагандистский резонанс.

### Бои 23 августа-1 сентября
23 августа ГА «Центр» начала наступать в полосе советской 22 А. 25 августа немецкие войска захватили Великие Луки, 29 августа -Торопец. Основные силы 22 А оказались в окружении.
Несмотря на победы немцев на левом и правом флангах ЗФ, Тимошенко был твердо уверен - исход летней кампании будет решаться у Смоленска. Раз Гитлер оголил главное направление, приказав ГА «Центр» перебросить танки на фланги, это неизбежно содействует успехам ЗФ на участке восточнее Смоленска к 24 августа. Ставка сочла возможным нанести мощный удар по ГА «Центр», оставшейся почти без танков.
Тимошенко начал готовить широкомасштабное контрнаступление - уже силами трех фронтов вместо двух (добавлялся Брянский фронт) и заручившись подкреплениями от Ставки.
В тот же день возобновили наступление и советские 29 А, 30 А и 19 А Западного фронта. Причем 19 А усилили 244-й сд и 45-й кавдивизией.
Наступление РККА продолжили на Духовщину, чтобы уничтожить противника между р. Лойня и Царевич. Для развития успеха ввели в бой 45-ю кавдивизию в направлении Мягченки-Сельцо-Духовщина.
Кавалеристам предстояло отрезать пути отхода противника через р. Царевич и к исходу 23 августа овладеть лесами западнее Духовщины.
Но немцы укрепили рубежи. И 24-25 августа попытки прорваться в тыл врага успеха не имели — из-за сильного огня и инженерных заграждений противника. Наступление застопорилось.
Причины неудач:
- каждая армия пыталась прорвать оборону противника на своем направлении.
- вместо массированного танкового удара немногочисленные танки равномерно распределили между дивизиями.
- не хватало снарядов для артиллерии. В приказах планировалась артподготовка, но снарядов хватало на 15-мин. огневой налет по засеченным целям.
- нерационально использовались полковая артиллерия, ротные и полковые минометы.

По этому поводу генерал М. Лукин 20 августа отметил:
Вредная привычка, кроме нерационального расходования снарядов, не только понижает, но и подрывает веру в огневую мощь пехотного вооружения.
Итак, наступление застопорилось. Но атаки 19 А нельзя было назвать неудачными. Подводя итоги наступления 17-30 августа, Конев докладывал:
- В направлении Капыровщина-Духовщина освобождена территория на глубину 10-12 км от р. Вопь на запад.
- По донесениям командиров и по показаниям пленных установлено — фашистским войскам нанесен урон в живой силе и матчасти.
- 161 ПД противника, оборонявшаяся на рубеже наступления ударной группы армии, разгромлена.
- Уничтожено и захвачено: 86 танков, 94 орудия, сбито 7 самолётов. Убито 4000 немецких солдат и офицеров, взято в плен 100 человек.
- Наступление 19 А вынудило немцев перебросить войска с других направлений. Так создаются условия для операций остальных армий Западного фронта.
- Проведенные бои ещё больше привили нашим частям вкус к уничтожению противника.

### Наступление РККА 1-10 сентября
Как итог, Тимошенко не оставил планов атаковать. И Ставка 25 августа настаивала на наступлении. Главной задачей наступления стал выход к 8 сентября на рубеж Великие Луки-Велиж-Демидов-Смоленск.
Задачи:
- Задержать наступление противника. Нанести ему на фронте 22 А поражения авиацией и наземными войсками. Доукомплектовать войска для решительного удара вместе с Резервным фронтом. Одновременно продолжать наступать 19, 29 и 30 А. Продолжительность этапа 26.8-29.8.
- Перейти в общее наступление с задачей разбить противостоящие части противника и прорвать тактическую оборону противника. Продолжительность этапа — 30.8-5.9, темп 3-4 км/сут.
- Развить успех и вывести армии на рубеж, указанный приказом ВК. Продолжительность — 6.9-8.9, темп 15 км/ сут[3].

Активность советских войск вызвала беспокойство командующего ГА Центр Бока. 28 августа он поднял вопрос, что если удержать Смоленск не удастся, 4 А также придется отступить.
28 августа маршал Тимошенко приказал 1 сентября возобновить наступление с целью овладения Смоленском.
1 сентября началось новое наступление Западного фронта:
- 30-я армия (250, 242, 251, 162 и 134 сд и 107 тд) наносила главный удар на Демидов.
- 19-я армия (244, 166, 91, 89, 50 и 64 сд, 101 тд и 45 кавдивизия) имела прежнюю задачу — разгромить духовщинскую группировку противника.
- 16-я армия (152, 38 и 108 сд, 1 и 18 тд) имела задачу разгромить ярцевскую группировку противника.
- 20-я армия (144, 73, 229, 153, 161 и 129 сд) должна была обойти Смоленск с юга.

Одновременно войска Резервного фронта начали громить ельнинскую группировку противника (см. Ельнинская операция).
Немцы создали неглубокую, но прочную оборону: они удерживали опорные пункты, промежутки между ними простреливали перекрестным пулеметным и минометным огнем. На важнейших направлениях немцы закопали в землю танки — как бронированные огневые точки, в том числе и советские машины. Немцы выявили, что русские танки легко загораются от бризантных снарядов.
Четыре дивизии 19-й армии прорывали оборону на участке Новоселище-совхоз Зайцево шириной 13 км. Каждая дивизия наступала в полосе 1,5-2 км. Единого участка прорыва армии не было. Сил для наращивания удара в глубину обороны противника не было. Развивать успех 19-я армия могла лишь кавалеристами 45-й кавдивизии, предназначенной для рейдов в тыл противника.
Продвигались вперед с трудом. Части усилили политбойцами, но большинство из них не могли стрелять из винтовки, бросать гранату, вести борьбу с танками, слабо понимали вопросы взаимодействия войск, ведения разведки и маскировки. В итоге запретили посылать в бой политбойцов без военной подготовки.
Надежда была на артиллерию — огнем она прокладывала путь пехоте, уничтожая живую силу и огневые средства врага. На участках прорыва Конев требовал массировать огонь на узком участке фронта, подготавливая атаку пулеметным, минометным и артиллерийским огнем. Использовали огонь прямой наводкой 45-мм орудий и полковых пушек. Конев требовал избавляться от командиров, которые не используют артиллерию.

3 сентября один из комдивов доложил — части прорвали передний край обороны противника. Командарм решил ввести в бой кавдивизию. Вспоминает комполка 58 подполковник Андрей Стученко:
Ввел полк в лощину. Слева от нас стояли командиры. Галопом взлетаю по склону холма. Ищу глазами командарма. «Я - Конев. Дырку вам пробили. Встретите разрозненные группы противника. Не теряйте времени, смелее прорывайтесь. Назад пути нет, только вперед!"

До переднего края — метров 500. И тут на нас обрушились мины. Послышались стоны раненых. Эскадроны уже шли галопом, когда с «прорванного» переднего края противника застрочили пулеметы. Все смешалось. Передние лошади падали. На них налетали те, кто скакал сзади, и тоже падали. Вдали показался головной эскадрон 55-го кавалерийского полка, следовавшего за нами. Он тоже нес потери. Под огнем собираем людей. Подняв шашки над головой, скачем в новую атаку. В лицо снова полыхнуло жаром от автоматных и пулеметных очередей. 
После этой неудачной попытки прорыва в тыл противника в эскадронах осталось по 50-60 сабель. Их пришлось переформировывать. Противник отмечал яростность атак русских. 5 сентября Гальдер записал: 
На участке 8-го армейского корпуса 9 А противник снова начал яростные атаки в стиле крупных сражений, характерных для Первой мировой войны. 
Однако наступательный порыв советских войск иссякал. Резервы фронт передавал на северный фланг, усиливая 22 А и 29 А.
5 сентября участвовавшие в наступлении 30-я и 20-я армии получили приказ перейти к обороне. 10 сентября приказ перейти к обороне получили остальные войска Западного фронта.

Противник отметил изменения в характере действий советских войск. В немецкой сводке за 15 сентября говорилось:
На всем фронте Красной Армии продолжает падать наступательный дух и воля к сопротивлению, число перебежчиков увеличилось. Танковые силы все чаще встречаются лишь мелкими подразделениями, экипажи плохо обучены.
На центральном участке войска западного направления с 13 сентября не предпринимают сильных атак. Действия авиации и артиллерии заметно ослабли. Пленные офицеры говорят о переходе к обороне.

Побудить русских прекратить атаки могли и такие причины, как истощение войск, большие потери и нехватка боеприпасов.

#### Итоги операции
В ходе операции РККА понесла большие потери, дивизии 19 А обескровили наполовину.
Немецкие войска продолжили движение на восток. Территориальные приобретения советской стороны оказались скромными: 30 А освободила небольшую деревню Батурино, 16 А - ст. Ярцево.
Рокоссовский, подводя итоги Духовщинской операции, записал:
Задача не выполнена, даже не прорвали оборону противника на тактическую глубину. 16 А продвинулась на 4-5 км, но развить успех не смогла. Остальные армии остались на прежнем рубеже. Армии понесли большие потери. 16 А за шесть дней потеряла 12 тысяч убитыми и ранеными, выведены из строя почти все танки 107 тд и 127 тб. 
Среди причин поражения Рокоссовский выделял:
- на направлениях ударов фронта не создали превосходство в силах.
- слабое взаимодействие между 16 А и 19 А. Армии прорывали оборону противника каждая на своем участке. И когда 16 А добилась успеха в центре, из-за отставания левого фланга 19 А Рокоссовскому пришлось прикрывать правый фланг. Развить успех оказалось нечем.
- умело построенная оборона противника, насыщенная огневыми средствами, противотанковыми и противопехотными препятствиями, умелый манёвр резервами и эффективные контратаки.

11 сентября командарму 19 А Коневу присвоили звание генерал-полковника, а 12 сентября назначили командующим Западным фронтом. Маршал Тимошенко вступил в должность командующего Ю-З направления.

Немцы тоже подвели итоги Духовщинского сражения: 
16.09. Оборонительные бои на Днепре и Вопи закончены. Путем напряжения сил и максимального применения дивизий удалось, после потери территории, не имеющей решающего значения, отразить наступление Тимошенко, предпринятого при превосходстве в живой силе и вооружении. И благодаря этому удалось обеспечить возможность большого успеха под Ленинградом и Киевом. При этом сами дивизии понесли тяжелые потери.
Гораздо большими потери были у наступающих — они примитивно посылали батальоны в бой цепь за цепью. Неповоротливость управления, неумение русских использовать местные успехи нанесением дальнейших ударов позволяли контратаками даже меньшими силами восстановить положение и захватить пленных. Прибывшее пополнение русских плохо обучено.

Несмотря на тяжелый кризис и огромные потери, войскам удавалось локализовать прорывы противника. В этих боях Тимошенко израсходовал дивизии. Так создавались предпосылки для исключительных успехов в вяземской битве.
Цифры:
Потери советской 19 А: ок. 45 тыс. человек, из 100 тысяч (по штату) в армии осталось 52 тыс. В 91 СД осталось 5 тысяч человек из 14, 166 СД — 7/14, 89 СД — 5/14, 244 СД — 7/14.
Потери немецкого 8-го корпуса: ок. 7 тыс. человек. Потери участвовавшей в контратаках 14-й мотодивизии — 220 человек, 7-й ТД — ок. 500 человек. Всего около 2 тыс..